# Kerkhof van Lavannes
Het Kerkhof van Lavannes is een begraafplaats in de Franse gemeente Lavannes (departement Marne) en ligt in het dorpscentrum rond de Église Saint-Lambert. 
Het terrein met de kerk en het kerkhof ligt hoger dan het straatniveau. De toegang bestaat uit een tweedelig metalen traliehek en een twaalftal treden. Het kerkhof wordt omsloten door een ruwe stenen muur. In de zuidoostelijke hoek bevindt zich aan de buitenkant van de muur een monument voor de gesneuvelde gemeentenaren uit de Eerste Wereldoorlog. 

## Britse oorlogsgraven
Bij de noordelijke muur van het kerkhof ligt een perk met 10 Britse gesneuvelde militairen van de Royal Air Force uit de Tweede Wereldoorlog. 
Op 9 maart 1943 werd een Britse Avro Lancaster bommenwerper van het 207 Sqdn door een Duits jachtvliegtuig neergeschoten. Vier bemanningsleden kwamen om, een werd krijgsgevangen genomen en twee konden ontsnappen.
Op 10 maart 1943 werd een Britse Avro Lancaster bommenwerper van het 103 Sqdn door een Duits jachtvliegtuig neergeschoten. Zes bemanningsleden kwamen om. Navigator John M. Curnor overleefde de crash en werd krijgsgevangen genomen.
- Op ruim 800 m ten westen van Lavannes staat een gedenkteken voor deze bemanning.[3]

De graven worden onderhouden door de Commonwealth War Graves Commission en staan er geregistreerd onder Lavannes Churchyard.